# Synegia rosearia
Synegia rosearia là một loài bướm đêm trong họ Geometridae.